# Mixcoatlus melanurus
Mixcoatlus melanurus là một loài rắn trong họ Rắn lục. Loài này được Müller mô tả khoa học đầu tiên năm 1923.